# Khu Harrow của Luân Đôn
Khu Harrow của Luân Đôn (tiếng Anh: London Borough of Harrow) là một khu tự quản Luân Đôn nằm ở tây bắc Luân Đôn, tiếp giáp với Hertfordshire về phía nam và bốn khu tự quản Luân Đôn khác.
Harrow được xem là khu tự quản đầy sự tương phản, với những khu vực có mức ảnh hưởng cao như Harrow-on-the-Hill, Pinner, Stanmore và mức thiếu thốn cao độ tại Wealdstone. Tổ chức Cứu trợ trẻ em tường thuật vào năm 2011 rằng hơn 7.000 trẻ em đang sống trong nghèo đói tại khu tự quản này.